# Murol
 Murol  es una población y comuna francesa, situada en la región de Auvernia, departamento de Puy-de-Dôme, en el distrito de Issoire y cantón de Besse-et-Saint-Anastaise.

## Demografía
| 605 | 645 | 621 | 624 | 606 | 563 |
| Para los censos de 1962 a 1999 la población legal corresponde a la población sin duplicidades (Fuente: INSEE [Consultar]) |     |     |     |     |     |